# Jean Vincent (météorologue)
Pour les articles homonymes, voir Jean Vincent (homonymie) et Vincent.
Jean-Joseph dit Jean Vincent, né à Saint-Josse-ten-Noode le 13 décembre 1851 et décédé à Forest le 28 septembre 1932, est un scientifique et météorologiste belge, qui fut le premier directeur de l'Institut royal météorologique de Belgique, à sa création, en 1913.

## Biographie

### Jeunesse
Né à Saint-Josse-ten-Noode, Jean-Joseph Vincent est le fils de Jean-Barthélémy Vincent (1803-1884), typographe savant et réputé, il est le benjamin d'une famille bruxelloise de douze enfants. Il fait ses humanités au collège Saint-Michel de Bruxelles (Jésuites) et termine ses études avec le diplôme de "gradué en lettres".

### Carrière
Le 28 août 1872, il entre en qualité de commis à l'administration des Chemins de fer de l'État belge, où il devait rester pendant cinq ans. 
Poussé par le désir de se consacrer à l'étude des phénomènes météorologiques, il obtient de Jean-Charles Houzeau de Lehaie, directeur de l'Observatoire royal de Bruxelles depuis 1876, de venir faire des observations à cet établissement.
Le 28 mai 1877, il donne sa démission aux Chemins de fer. Par arrêté royal du 25 juin de la même année, il est admis à l'Observatoire royal de Belgique en qualité d'aide-météorologiste à titre temporaire; le 30 décembre de l'année suivante, il devient météorologiste adjoint et météorologiste le 30 janvier 1884.
De 1886 à 1890, il habite avec toute sa famille le nouvel Observatoire construit sur le plateau d'Uccle. Le 31 décembre 1908, il est nommé Directeur scientifique du service météorologique de cet établissement, succédant à Lancaster; enfin, à la suite du remaniement administratif qui a lieu à cette époque et la séparation des services météorologiques et des services astronomiques, il est nommé, par arrêté du 25 août 1913, Directeur de l'Institut royal météorologique de Belgique, poste qu'il conservera jusqu'à la date de sa retraite, le 30 juin 1919.

### Réalisations
La période pendant laquelle il fut appelé à diriger l'Institut météorologique se signale notamment par le développement qu'il donna aux recherches exécutées dans la haute atmosphère au moyen de ballons-sondes, recherches conduites systématiquement, à dates fixes, en vertu d'une entente internationale, et auxquelles la Première Guerre mondiale devait mettre fin. Il faut également rappeler, à l'actif de l'institut météorologique, pendant cette période, les améliorations apportées au Bulletin quotidien, ainsi que l'importance de l'Annuaire.
Dans le même ordre d'idées, il faut noter la part active qu'il a prise à la fondation de la revue Ciel et Terre, et, en 1894, à celle de la Société belge d'astronomie, de météorologie et de physique du globe, sur l'initiative de Fernand Jacobs. Son Traité de météorologie, publié en 1914, est sans doute son ouvrage météorologique le plus marquant.

### Autres intérêts
En dehors de ces travaux, en quelque sorte professionnels, son activité inlassable s'est également manifestée dans d'autres directions. C'est ainsi qu'il avait, en 1898, publié un ouvrage intitulé Nos Oiseaux, qui eut un vif succès en Belgique.
Il mettra toujours une ardeur infatigable à se dépenser dans les directions les plus diverses: cours de sciences à l'Université Nouvelle, conférence aux « universités populaires », promenades botaniques ou géologiques avec divers groupements de vulgarisation, cours publics de minéralogie et de météorologie au Centre des hautes études, etc.
Il s'adonne par ailleurs pendant de longues années à des études bibliques, que lui facilite la connaissance de la langue hébraïque et a minutieusement étudié la manière dont les peintres ont représenté les nuages, découvrant avec enthousiasme le peintre belge Gaston Geleyn.

### Vie personnelle
De son mariage avec Pauline Sturbois, il aura cinq enfants, parmi lesquels figurent Auguste Vincent (1879-1962), docteur en philosophie et lettres, toponymiste, anthroponymiste et bibliophile, qui sera conservateur en chef de la Bibliothèque royale de Belgique et Édouard Vincent (1882-1975), docteur es sciences, chimiste  et journaliste scientifique, qui sera rédacteur en chef de la revue Chimie et Industrie, émanation de la Maison de la Chimie et de la Société de Chimie Industrielle.

## Sources notes et références
Sources
- Édouard Vincent, Le météorologiste Jean Vincent (1851-1932), article paru dans L'Expansion belge, n° 12, décembre 1932
- L. Dufour, Notice Jean-Joseph Vincent, in Biographie nationale de Belgique, tome XXXII (supplément), 1964, p. 724-729
- L. Dufour, Aperçu de l'œuvre scientifique de Jean Vincent, dans Institut royal météorologique de Belgique, Miscellannées, fasc. XXI, 1947, wl-14 (cet article contient une bibliographie des travaux de J. Vincent)

Notes et références
1. ↑  Responsable des éditions académiques à l'imprimerie Marcel Haygs à Bruxelles, il est l'auteur d'un Essai sur l'histoire de l'imprimerie en Belgique, depuis le XVe jusqu'à la fin du XVIIIe siècle, Imp. J. Delfosse, 1867.